# Soyouz-T
Pour les articles homonymes, voir Soyouz.
Le Soyouz-T (russe : Союз signifiant « Union » ; la lettre T est l'abréviation du russe : транспортный soit Transportnyi signifiant « transport ») est la troisième génération du vaisseau spatial Soyouz.

## Missions
- Soyouz T-1 (test inhabité en 1979)
- Soyouz T-2
- Soyouz T-3
- Soyouz T-4
- Soyouz T-5
- Soyouz T-6
- Soyouz T-7
- Soyouz T-8
- Soyouz T-9
- Soyouz T-10-1
- Soyouz T-10
- Soyouz T-11
- Soyouz T-12
- Soyouz T-13
- Soyouz T-14
- Soyouz T-15 (lancé en 1986)